# Bremiola alpina
Bremiola alpina är en tvåvingeart som beskrevs av Fedotova 1990. Bremiola alpina ingår i släktet Bremiola och familjen gallmyggor.
Artens utbredningsområde är Kazakstan. Inga underarter finns listade i Catalogue of Life.